# Конституционный суд Монголии
Конституционный суд Монголии (монг. Монгол Улсын Үндсэн хуулийн цэц) ― высший орган конституционного надзора в Монголии. Учреждён 13 января 1992 года с принятием Конституции Монголии. Суд выносит заключения о нарушении конституционных правовых норм, рассматривает и разрешает конституционные споры, а также служит гарантом соблюдения Конституции. Деятельность, компетенция, организация и состав Конституционного суда регулируются Конституцией, Законом Монголии «О Конституционном Суде (Цеце)» и Законом Монголии «О порядке рассмотрения споров в Конституционном Суде (Цеце) Монголии (о конституционном судопроизводстве)». В состав Конституционного суда Монголии входят девять судей, назначаемых на срок шесть лет. Судьи назначаются Великим государственным хуралом по представлению его депутатов, президента Монголии и Верховного суда Монголии. Каждый орган представляет по три судьи.
Конституционный суд разрешает дела о соответствии Конституции нормативно-правовых актов, индивидуальных правовых актов, международных договоров, подписанных Монголией, решений Центральной избирательной комиссии, связанных с выборами президента, депутатов парламента и проведением референдумов, о нарушении Конституции высшими должностными лицами, об обоснованности обвинения в связи с отставкой президента, председателя парламента, премьер-министра и отзывом депутатов парламента. Судопроизводство ведётся на монгольском языке. В Конституционный суд могут обратиться Великий государственный хурал, Верховный суд, генеральный прокурор, президент и премьер-министр, либо Суд может начать судопроизводство на основе письменных обращений граждан. Конституционный суд заседает в составе трёх, пяти или семи ― девяти судей. Решения Конституционного суда являются общеобязательными, окончательными и не подлежат обжалованию.

## Общие сведения
Конституционный суд Монголии был учреждён 13 января 1992 года с принятием Конституции Монголии. Положение Конституционного суда описано в пятой главе Конституции, однако из-за того, что остальные органы власти, включая судебную, описаны в третьей главе, то политическая и юридическая общественность Монголии изначально не могла установить принадлежность Суда к той или иной ветви власти, но к началу XXI века в научном сообществе сложился консенсус, что Конституционный суд относится к судебной власти. Судьи Конституционного суда подчиняются только Конституции. Суд выносит заключения о нарушении конституционных правовых норм, рассматривает и разрешает конституционные споры, а также служит гарантом соблюдения Конституции и высшим органом конституционного надзора. Вмешательство в деятельность Конституционного суда со стороны граждан, должностных лиц или организаций запрещено Конституцией Монголии. Деятельность Суда, а также его компетенция, организация и состав регулируются Конституцией, Законом Монголии «О Конституционном Суде (Цеце)» от 8 мая 1992 года и Законом Монголии «О порядке рассмотрения споров в Конституционном Суде (Цеце) Монголии (о конституционном судопроизводстве)» от 1 мая 1997 года.
Конституционному суду подконтрольны только высшие органы государственные власти и должностные лица, указанные в статье 66 Конституции. Правовед Сергей Ондар разделяет объекты конституционного контроля и надзора Суда на нормативно-правовые акты, изданные от подконтрольных Суду субъектов (сфера конституционного контроля), и деятельность высших должностных лиц (сфера конституционного надзора). Ондар называет критерием выделения подконтрольных объектов и субъектов их особую конституционно-правовую значимость, так как они занимают высокое положение в системе государственных органов. Таким образом, в отличие от судов по административным делам Монголии, под юрисдикцией Конституционного суда находятся только высшие государственные органы и должностные лица, так как только они способны нарушить Конституцию страны.
Деятельность Конституционного суда де-юре носит исключительно публичный характер и не направлена на защиту индивидуальных конституционных прав и свобод граждан, даже если они нарушены. Гражданин может действовать сугубо в публичных интересах при обращении в Суд, обращая внимание Суда только на вопросы, не касающиеся лица непосредственно. При этом де-факто Конституционный суд осуществлял защиту прав граждан, например, своими решениями подтверждал политические права гражданина, прописанные в Конституции Монголии.

## Состав
В состав Конституционного суда Монголии входят девять судей, назначаемых на срок шесть лет. Судьи Конституционного суда назначаются Великим государственным хуралом по представлению депутатов Хурала, президента Монголии и Верховного суда Монголии. Каждый орган представляет по три судьи. При назначении нового члена Суда его кандидатура должна быть выдвинута на вакантную должность в течение 14 дней после появления вакансии, а Великий государственный хурал должен принять решение в течение 30 дней. Конституционным судьёй может стать гражданин не моложе 40 лет, имеющий опыт политической и юридической деятельности. Президент и премьер-министр Монголии, депутаты парламента Монголии, судьи Верховного суда Монголии и министры не могут занимать должность судьи Конституционного суда.
Конституционные судьи не могут заниматься административной, коммерческой, политической и профсоюзной деятельностью. Они также не имеют права высказывать своё мнение в средствах массовой информации по рассматриваемому в Конституционном суде вопросу, пока Суд не примет решение. Полномочия судьи не приостанавливаются, если член Суда выдвигает свою кандидатуру на должность президента или депутата парламента. Полномочия конституционного судьи могут быть прекращены при совершении им преступления. В этом случае Великий государственный хурал в течение 14 дней рассматривает решение Конституционного суда или органа, выдвинувшего кандидатуру судьи, и выносит решение о прекращении полномочий члена суда.
Председатель Конституционного суда избирается судьями из своего состава на срок три года, и допускается переизбрание Председателя на второй срок. Если Председатель неспособен исполнять свои обязанности, то их исполняет судья с наибольшим стажем работы в Конституционном суде либо старший по возрасту судья, если присутствует несколько судей с одинаковым стажем работы в Суде.
|   | Имя                                                         | Должность                          | Вступление в должность | Источник |
| - | ----------------------------------------------------------- | ---------------------------------- | ---------------------- | -------- |
| 1 | Гунгагийн Баясгалан (монг. Гунгаагийн Баясгалан)            | Председатель Конституционного суда | 31 мая 2024            | [ 9 ]    |
| 2 | Жуужагийн Эрдэнэбулган (монг. Жуужаагийн Эрдэнэбулган)      | Судья Конституционного суда        | 26 марта 2021          | [ 10 ]   |
| 3 | Дашбалбарын Гангабаатар (монг. Дашбалбарын Гангабаатар)     | Судья Конституционного суда        | 7 октября 2021         | [ 11 ]   |
| 4 | Лувсандоржийн Олзийсайхан (монг. Лувсандоржийн Өлзийсайхан) | Судья Конституционного суда        | 16 ноября 2023         | [ 12 ]   |
| 5 | Одонхугийн Монхсайхан (монг. Одонхүүгийн Мөнхсайхан)        | Судья Конституционного суда        | 16 ноября 2023         | [ 13 ]   |
| 6 | Эрдэнэгийн Энхтуяа (монг. Эрдэнээгийн Энхтуяа)              | Судья Конституционного суда        | 16 ноября 2023         | [ 14 ]   |
| 7 | Цэдэвийн Цолмон (монг. Цэдэвийн Цолмон)                     | Судья Конституционного суда        | 30 мая 2024            | [ 15 ]   |
| 8 | Бямбадоржийн Болдбаатар (монг. Бямбадоржийн Болдбаатар)     | Судья Конституционного суда        | 30 мая 2024            | [ 16 ]   |
| 9 | Рагчагийн Батрагча (монг. Рагчаагийн Батрагчаа)             | Судья Конституционного суда        | 30 мая 2024            | [ 17 ]   |

## Полномочия
Конституционный суд разрешает дела о соответствии Конституции законов (в том числе законов о поправках к Конституции), нормативно-правовых актов президента, парламента и правительства, индивидуальных правовых актов, международных договоров, подписанных Монголией, решений Центральной избирательной комиссии, связанных с выборами президента, депутатов парламента и проведением референдумов, о нарушении Конституции Президентом Монголии, председателем и членами парламента, членами правительства, Главным судьёй Верховного суда или генеральным прокурором, об обоснованности обвинения в связи с отставкой президента, председателя парламента, премьер-министра и отзывом депутатов парламента. Среди объектов контроля Суда отсутствуют исключения в виде чрезвычайных или особо значимых нормативно-правовых актов. В компетенцию Конституционного суда не входит контроль над решениями остальных судов, однако факт проверки нарушения Конституции Главным судьёй Верховного суда связан с правом конституционной оценки процессуальных актов высшего судебного органа Монголии. Предметом контроля Конституционного суда Монголии является исключительно Конституция страны, но не какие-либо другие законы, то есть Суд проверяет конституционность нормативно-правовых актов на соответствие только Конституции, а не Конституции вместе с иными актами. Ни один другой государственный орган, включая суды, не имеет права исполнять полномочия Конституционного суда.
Конституционный суд на основании Закона Монголии «О порядке рассмотрения споров в Конституционном Суде (Цеце) Монголии (о конституционном судопроизводстве)» также устанавливает подведомственность правовых споров, то есть направляет правовой спор в соответствующий суд, если такому спору отказали в принятии к производству в судах всех инстанций. И хотя в законодательствах других стран такое право конституционных судов не предусмотрено (либо судам запрещается такая деятельность), правовед Сергей Ондар объясняет включение установления подведомственности в компетенцию Конституционного суда Монголии тем, что такая деятельность Суда относится к числу споров между субъектами реализации судебной власти, что является одним из важных направлений защиты прав человека, прописанных в Конституции, а также тем, что круг субъектов, уполномоченных обратиться в Суд с вопросом об установлении подведомственности, неограничен: это могут сделать любые государственные органы и учреждения, должностные лица и любые граждане с целью защиты своих прав, однако в практике Суда такие дела практически отсутствуют.
Исходя из компетенции Суда, правовед Сергей Ондар разделяет его полномочия на основные ― определение конституционности нормативно-правовых актов ― и вспомогательные ― контроль над выборами и дача заключений по тем или иным вопросам. При этом при осуществлении основной компетенции Суд не ограничен нормативным контролем, а использует законодательные полномочия парламента. В Конституции Монголии отсутствуют полномочия Суда по её официальному толкованию (Конституция Монголии не даёт право ни одному государственному органу толковать себя), разрешению споров о полномочиях между властными органами (однако де-факто Суд осуществляет такую деятельность) либо разрешению вопросов о деятельности политических партий (данный вопрос разрешается Верховным судом). Кроме того, Конституционный суд не рассматривает вопросы о конституционности решений территориальных органов государственной власти и органов местного самоуправления, включая выборы в муниципальные органы, а также правовые акты, исходящие от членов и структур правительства, включая министерства. В законодательстве Монголии отсутствует чёткие указания на то, какие конкретно действия Главного судьи Верховного суда подлежат рассмотрению Конституционным судом: исключительно решения управленческого характера или также акты осуществления правосудия. На практике Конституционный суд рассматривает любые решения Главного судьи.
Конституционный суд не уполномочен принимать решение о применении или неприменении мер конституционно-правовой ответственности к нарушившему положения Конституции должностному лицу или органу, то есть не служит инстанцией конституционной ответственности. Данную деятельность осуществляет Великий государственный хурал, а Суд по отношению к парламенту является консультативно-совещательным органом, так как решения Суда не имеют обязательной силы для Хурала, а решение об освобождении должностного лица от должности может де-факто происходить и без участия Конституционного суда.

## Судопроизводство
Судопроизводство в Конституционном суде ведётся на монгольском языке, однако если какая-то из сторон, включая свидетелей, специалистов и экспертов, не владеет монгольским языком, то суд обязан предоставить судебного переводчика. В Конституционный суд могут обратиться Великий государственный хурал, Верховный суд, генеральный прокурор, президент и премьер-министр, либо Суд может начать судопроизводство на основе письменных обращений граждан, рассматриваемых в течение 14 дней. Если предмет обращения не относится к полномочиям Суда, то Суд не принимает его к рассмотрению или отсылает его в соответствующий орган. В обоих случаях Суд письменно обосновывает отказ от рассмотрения обращения или уведомляет его авторов о передаче его в иную организацию. Конституционный суд не имеет права рассматривать и решать вопросы о конституционности нормативно-правовых актов по собственной инициативе. Суд выносит решения только по предмету, затронутому в обращении, и только по той части нормативно-правового акта, соответствие Конституции которой подвергается сомнению. При этом Суд может вынести решение и в отношении других актов, основанных на том, чья конституционность уже была проверена. Конституционный суд имеет право рассматривать нормативно-правовые акты в целом, их структурные части, статьи или отдельные нормы права.
Конституционный суд заседает в составе трёх, пяти или семи ― девяти судей. В первом случае Суд принимает решение о начале судопроизводства по обращением, во втором ― решение по принятым к рассмотрению делам, в третьем повторно рассматриваются обращения, решения по которым были отклонены Великим государственным хуралом, и Суд принимает окончательное решение. Суд также может заседать в полном составе, если судьи решат о таком порядке судопроизводства или при рассмотрении обращений о нарушении должностными лицами Конституции. Если Конституционный суд принимает решение, о том, что тот или иной нормативный акт не соответствует Конституции Монголии, то он признаётся недействительным. Решения Суда вступают в законную силу с момента их принятия. В Суде также присутствует институт особого мнения. Парламент Монголии может, получив заключение Суда о конституционности нормативных актов, вынести постановление о несогласии с решением Суда. Тогда Суд повторно рассматривает дело, заседая в полном составе, и выносит окончательное решение, принимаемое двумя третями голосов судей. Решения Конституционного суда являются общеобязательными и не подлежат обжалованию.